# L'Envoûté
L'Envoûté (The Moon and Sixpence) est un court roman psychologique de William Somerset Maugham publié en 1919. Il s'inspire de la vie de Paul Gauguin.
Ce roman a été adapté au cinéma par Albert Lewin en 1942, puis adapté à la télévision par Robert Mulligan en 1959.

## Éditions/traductions
- The Moon and Sixpence, Londres, William Heinemann, 1919
- L’Envoûté, trad. par Mme E.-R. Blanchet, Paris, Les Éd. de France, 1932
- La Lune et soixante-quinze centimes, trad. par Mme E.-R. Blanchet, Paris, Le Livre de poche, 1955
- L’Envoûté, trad. par Dominique Haas, Paris, 10/18, 1997